# Le Fou de Bassan
Pour l'espèce animale, voir Fou de Bassan.
Albums de Gérard Jaffrès
Au creux de ma terre
(1999) Viens dans ma maison
(2003)
Le Fou de Bassan est le sixième album de Gérard Jaffrès, composé de chansons purement bretonnes.
Gérard Jaffrès nous fait plonger dans la vie bretonne, avec des hommages aux fous de bassan qu’il admire mais qu'il souhaite protéger de la pollution, et aux marins, « princes de l'océan ». Sans oublier de rappeler les nombreux clichés bretons comme le "mariage à l'ancienne", et les expressions typiquement bretonnes, ou l'histoire des deux commères : Mme Gwenn et Mme Du, clin d'œil aux petits travers du Léon. Avec Chanson pour les filles, thème traditionnel des marins nostalgiques, il crée un titre diffusé sur les ondes radios.
Ses titres, aux allures de fête et de tendresse, font vivre d’agréables moments au cœur de la Bretagne. Ils alternent les voyages dans l'imaginaire breton, avec des retours sur la réalité la plus simple de la vie léonarde : cette vie que Gérard Jaffrès a connu étant enfant, et qu'il analyse maintenant avec du recul. J'ai tout appris dans la rue, la plus personnelle de toutes ces compositions, trouve ici un complément intéressant dans les deux instrumentaux exécutés dans la plus pure tradition de la musique celtique : Pen ar c'hoaz et Feunteun ar c'horriganed.
Cet album, suivant la lignée du précédent, marque un tournant significatif dans la carrière du chanteur dans la mesure où il intègre définitivement, avec une qualité comparable aux grands groupes bretons, la musique bretonne dans son répertoire, et réussit à battre en brèche l'idée préconçue selon laquelle il est impossible d'innover dans du traditionnel,.

## Liste des titres
| No  | Titre                           | Durée |
| --- | ------------------------------- | ----- |
| 1.  | C'est l'été chez moi            | 3:55  |
| 2.  | Le fou de Bassan                | 2:47  |
| 3.  | La p'tite gayole                | 3:15  |
| 4.  | Soizou (La cigale et la fourmi) | 3:12  |
| 5.  | Chanson pour les filles         | 3:01  |
| 6.  | La fontaine des fées            | 2:46  |
| 7.  | Mariage à l'ancienne            | 3:17  |
| 8.  | Les princes de l'océan          | 4:14  |
| 9.  | Mme Gwenn et Mme Du             | 3:31  |
| 10. | Pen ar c'hoaz                   | 3:43  |
| 11. | J'ai tout appris dans la rue    | 3:15  |
| 12. | Feunteun ar c'horriganed        | 2:46  |

Paroles et musiques Gérard Jaffrès
- Single : La P'tite Gayole

## Musiciens
- Gérard Jaffrès : basse, guitares, claviers
- Julien Jaffrès : djembé, percussions
- Burt Blanca : guitares, accordéon
- Bernard Wrincq : guitares
- JP Bull Ghaye : batterie
- J-M Troisfontaine : claviers
- François Bernas : guitare électrique
- Sébastien Theunissen : violon
- Mike Di Royo : cornemuse écossaise
- Patrick Dourcy : cornemuse dodelsack
- Rudy Velghe : violon, mandoline, nyckelharpa
- Damien Bourhis : bombardes
- J-F Simon : flûtes
- Illustration pochette : Gérard Jaffrès